# SINTEF
El SINTEF, amb seu principal a Trondheim (Noruega), és l'organisme independent de recerca més gran d'Escandinàvia. Va ser fundat el 1950, i el seu nom significa "La Fundació per a la Recerca Científica i Industrial". Té uns 1900 empleats, la majoria localitzats a Trondheim i uns 350 a la seu d'Oslo, i treballa en estreta col·laboració amb la Universitat Noruega de Ciència i Tecnologia (NTNU). Aquesta col·laboració implica que molt personal de NTNU treballa a SINTEF, i els empleats d'aquest ensenyen a la universitat. A més es comparteixen molts laboratoris i equipaments.
El seu objectiu és donar suport a la recerca a les empreses, així com promoure la creació de noves companyies per a la comercialització de les patents que s'hi han desenvolupat. El seu pressupost el 2006 va ser de 2000 milions de corones noruegues, i va participar en 6000 projectes de 2100 clients diferents.